# Força Aérea do Vietnã
A Força Aérea Popular do Vietnã (vietnamita: Không quân Nhân dân Vietname) é a força aérea do Vietnã. É o sucessor da antiga força aérea norte-vietnamita e ainda da absorção das forças armadas do Vietnã do Sul, após a reunificação dos dois países em 1975. É um dos três ramos principais em Exército Popular do Vietnã, subordinado ao Ministério da Defesa. Sua principal função é a defesa do espaço aéreo vietnamita e no fornecimento de cobertura aérea para as operações do exército.

## Galeria

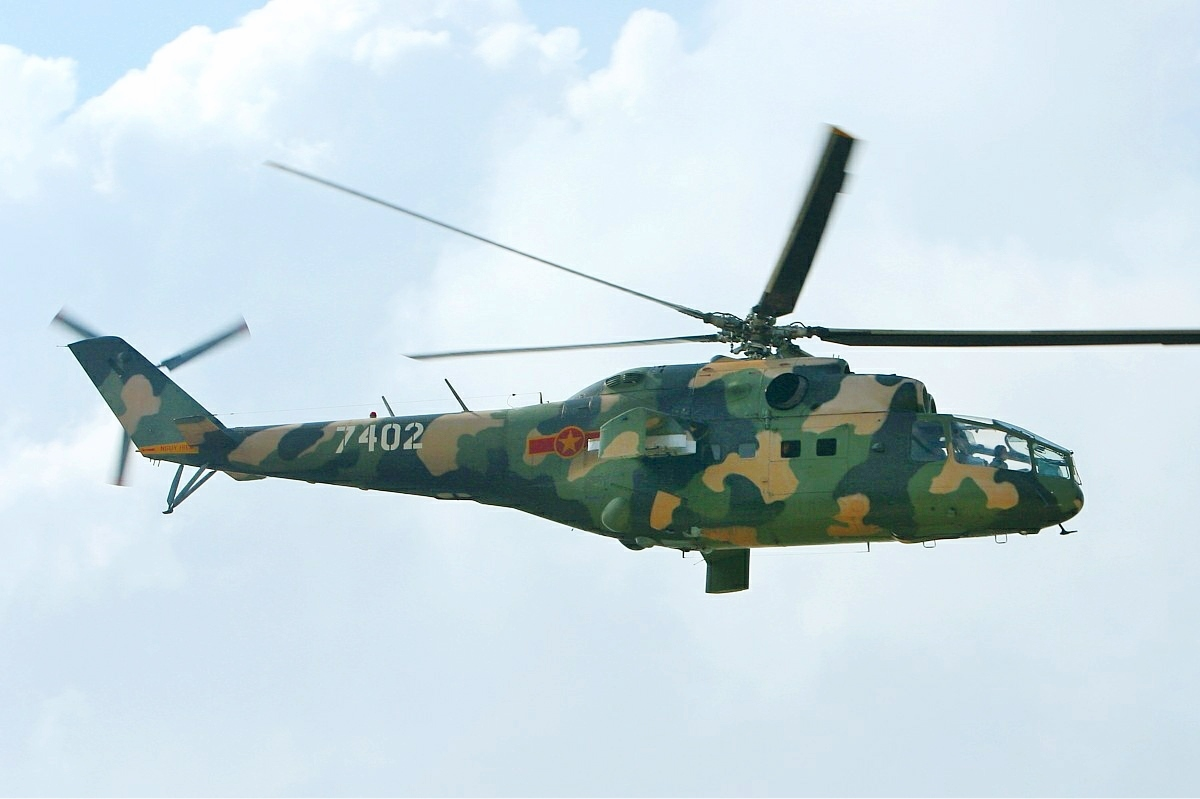
Um Mil Mi-24A da força aérea vietnamita.
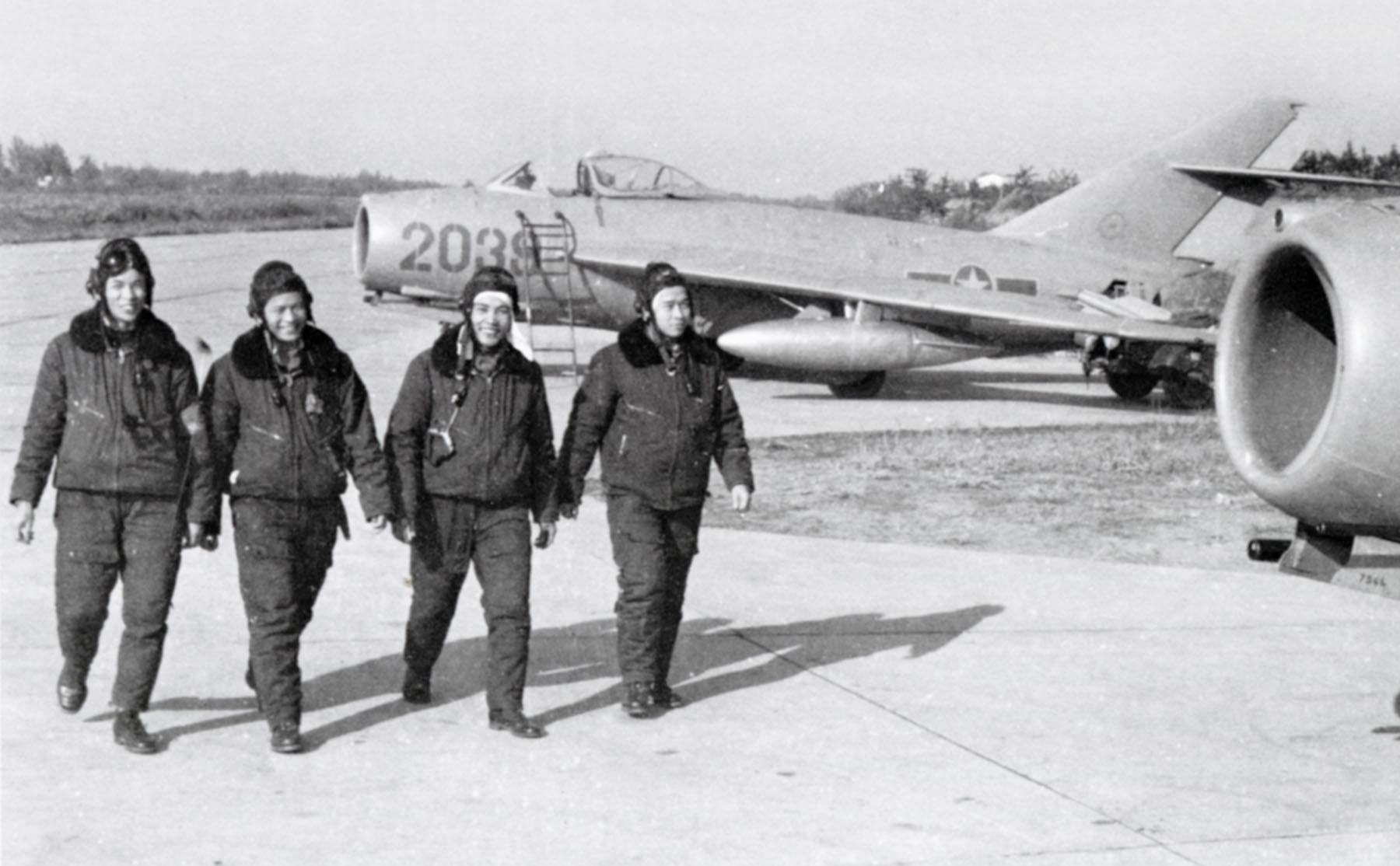
Pilotos vietnamitas da força aérea do seu país com seus caças MiG-17.
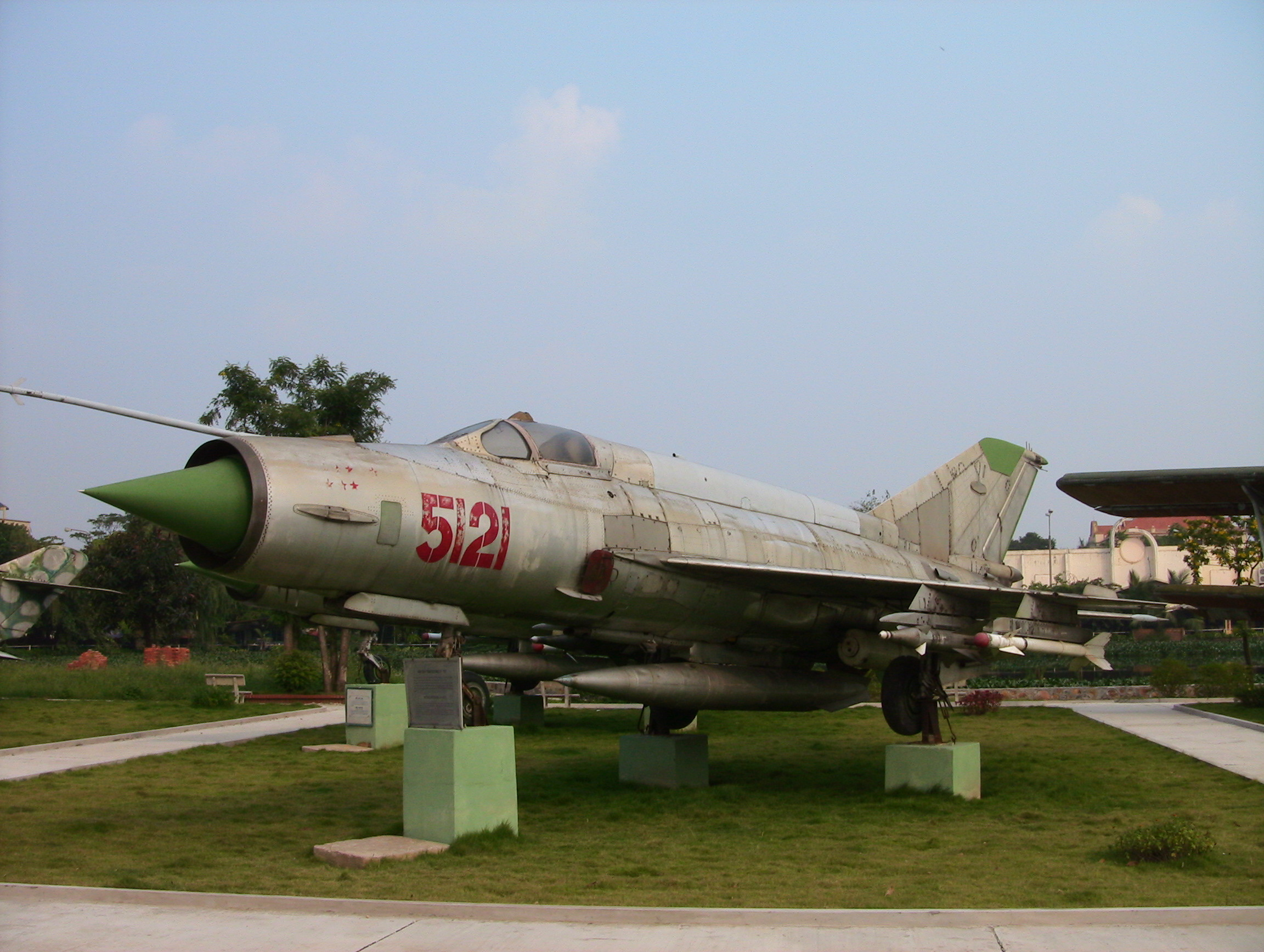
Um caça MiG-21 da força aérea.
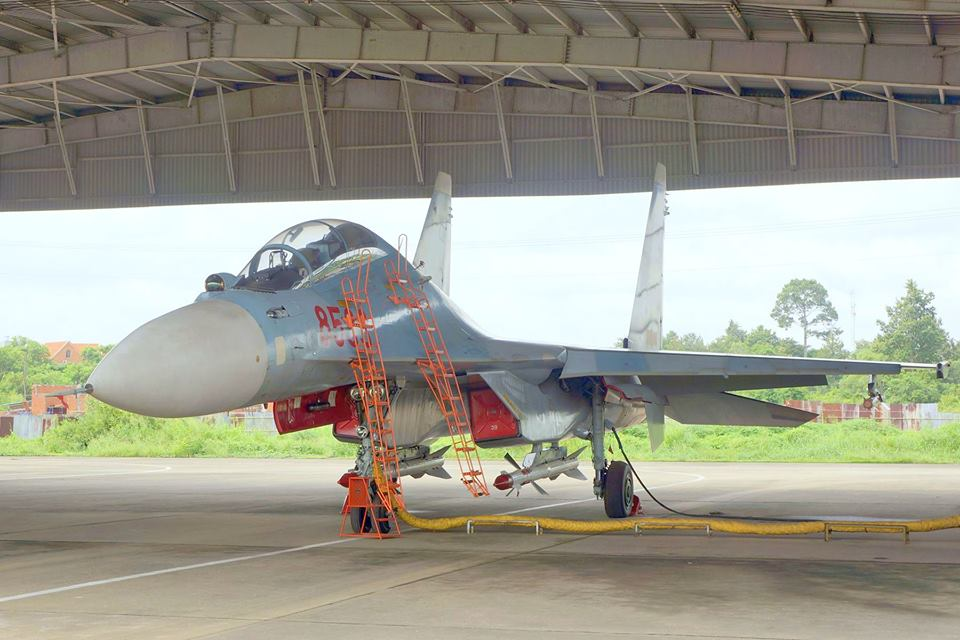
Um SU-30MK2 da força aérea vietnamita, em 2017.